# Igeltjärnarna (Nås socken, Dalarna)
Igeltjärnarna är en sjö i Vansbro kommun i Dalarna och ingår i Dalälvens huvudavrinningsområde.